# Thomas Anders
Bernd Weidung (født 1. marts 1963 i Koblenz), bedre kendt under sit kunstnernavn Thomas Anders, er en tysk popsanger. Han er bedst kendt for at have været en del af duoen Modern Talking, der var aktive fra 1983 til 1987 og igen fra 1998 til 2003.
Han startede sin sangkarriere, mens han stadig gik i skole. Efter at have dannet Modern Talking med Dieter Bohlen i 1983, blev de verdenberømt for hittet "You're My Heart, You're My Soul". De er også kendt for sange som "You Can Win If You Want", "Cheri, Cheri Lady", "Brother Louie", "Atlantis Is Calling (S.O.S. for Love)" og "Geronimo's Cadillac". Med omkring 125 millioner solgte plader som medlem af Modern Talking er Thomas Anders en af de mest succesrige sangere fra Tyskland.
Thomas Anders har medvirket i den svensk-tysk producerede thrillerfilm Stockholm Marathon (1994), hvor han også synger filmens titelmelodi "Marathon of Life". Han har været gift to gange og har en søn, der er født i 2002.